# Sergio Vignoni
Sergio Vignoni (Cologne, 1º maggio 1956) è un dirigente sportivo italiano, consigliere dell'Associazione Italiana Direttori Sportivi.

## Carriera

Sergio Vignoni e Pieraldo Dalle Carbonare al Vicenza a metà anni novanta.

Comincia la sua carriera nell'Ospitaletto in Serie C2 nel 1989. Nel 1990 approda in Serie A, diventando il direttore sportivo dell'Atalanta.
Dal 1993 al 1997, in Serie A e Serie B, è stato il direttore sportivo del Vicenza, vincitore della Coppa Italia nel 1996-1997. Nella stagione 1997-1998 gli viene assegnato il prestigioso riconoscimento del Guerin d'oro come miglior direttore sportivo della Serie A.
Successivamente ricopre l'incarico di direttore sportivo di Lecce, Bologna, Udinese e Venezia.
Nella stagione 2003-2004 passa nelle file del Padova, sempre nel ruolo di direttore sportivo, incarico che lascia a fine stagione.
Dopo il periodo al Venezia, sempre come direttore sportivo, dal 1999-2000 al 2002-2013, tra Serie A e B, nella stagione 2006-2007 ritorna al Vicenza dopo la partenza di Sergio Gasparin. Nella stagione 2007-2008 assume la carica di direttore generale sportivo, per poi lasciare il Vicenza a metà dicembre del 2008 dopo aver risolto il contratto.
L'11 giugno 2014 diventa il nuovo direttore sportivo della Triestina, in Serie D. Il 26 giugno, quindici giorni dopo, lascia l'incarico. Dalla stagione 2020/21 è inserito nell'area tecnica dell'Fc Inter come scouting. Nella stagione sportiva 2024-2025 passa alla Juventus women's come Consulente.